# Puchar Włoch w piłce nożnej (2000/2001)
Puchar Włoch 2000/01 – 54 edycja rozgrywek piłkarskiego Pucharu Włoch.

## Półfinały
- Udinese Calcio - AC Parma 2:1 i 0:1
- A.C. Milan - AC Fiorentina 2:2 i 0:2

## Finał
- 24 maja 2001, Parma: AC Parma - AC Fiorentina 0:1
- 13 czerwca 2001, Florencja: AC Fiorentina - AC Parma 1:1